# Storia di Praga

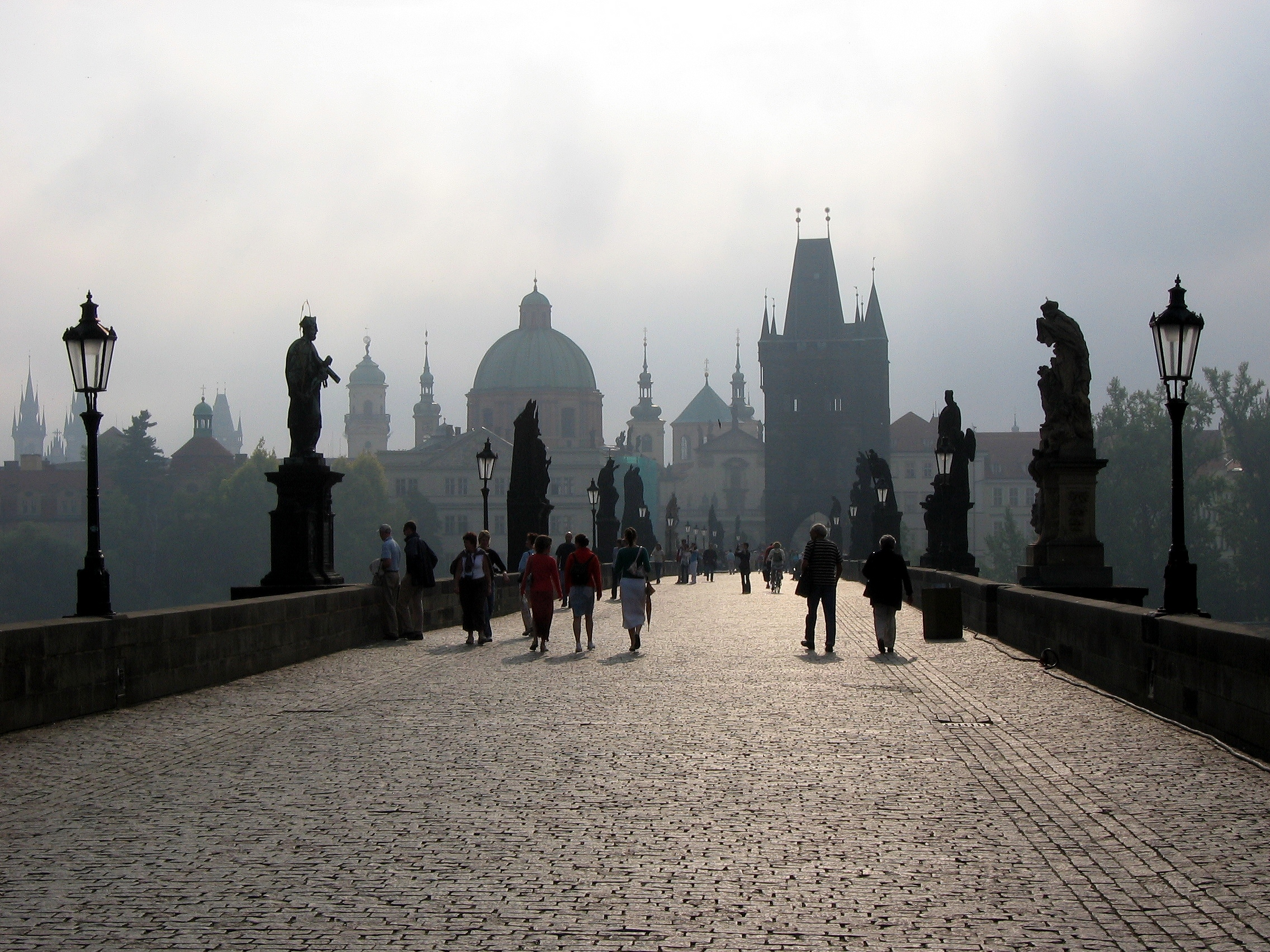
Il ponte Carlo.

La storia di Praga si estende su un lasso di tempo di migliaia di anni, durante il quale la città si accrebbe a partire dal Castello di Vyšehrad fino a diventare la capitale multiculturale di un moderno stato europeo, la Repubblica Ceca.

## Praga antica

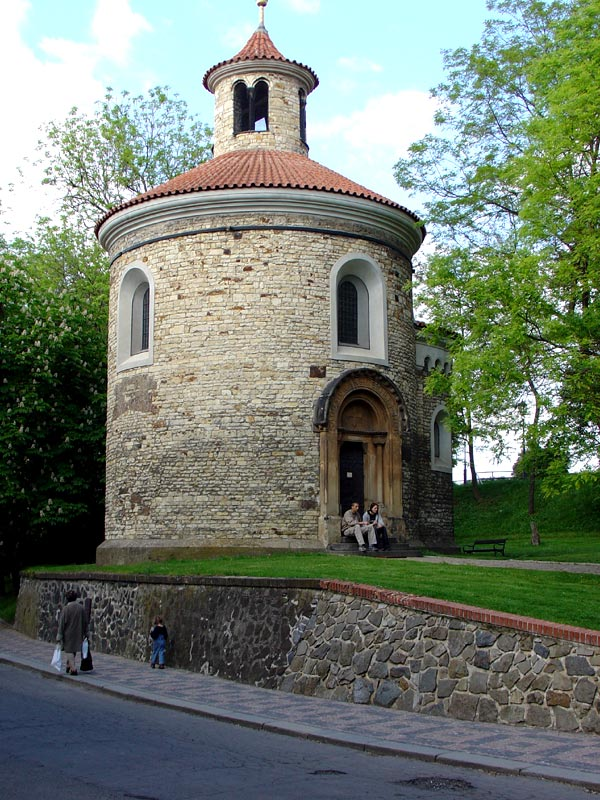
La rotonda romanica di San Martino a Vyšehrad.

L'area su cui fu fondata Praga è stata sito di stanziamenti in tempi antichi fin dal Paleolitico. Intorno al 200 a.C. i Celti si erano stanziati a meridione della futura città, in uno stanziamento oggi chiamato Závist, ma in seguito vi si sovrapposero alcune tribù germaniche. Gli slavi conquistarono la zona nel IV secolo, anche se per un breve periodo la zona venne assoggettata dagli Avari.
Secondo una leggenda Praga venne fondata nel 730 dalla principessa Libuše e da suo marito Přemysl, il fondatore della dinastia con il medesimo nome. Storicamente il primo nucleo di Praga si pensa sia stato fondato nella seconda metà del IX secolo come un castello su una collina che controllava la riva destra della Moldava, questo castello viene conosciuto oggi come Vyšehrad ("castello alto") per differenziarlo dall'altro castello che venne eretto sulla riva opposta, il futuro Castello di Praga (Pražský Hrad). In seguito la città divenne la sede del Re di Boemia. Fu un importante centro per i mercanti che venivano da tutta Europa, inclusi molti ebrei, come tramanda il mercante ebreo Ibrahim ibn Ya'qub. La città divenne un vescovato nel 953.
Il re Vladislao II costruì un primo ponte sulla Moldava nel 1170, il Ponte Giuditta, che crollò nel 1342. Il Ponte Carlo (Karlův most) venne costruito in seguito sulle fondamenta del precedente ponte.
Nel 1257, sotto il re Ottocaro II, venne fondata Malá Strana ("Piccolo Quartiere") nella futura zona Hradčany: era il distretto per la popolazione tedesca, questa parte di popolazione aveva il diritto di amministrarsi legislativamente in modo autonomo. Il nuovo distretto si trovava sulla riva opposta allo Staré Mesto ("Città Vecchia"), che godeva dello status di comune ed era difesa da una linea di mura e fortificazioni.

## L'era di Carlo IV

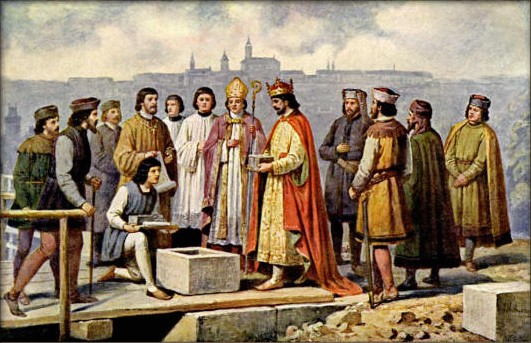
Disegno rappresentante la posa della prima pietra del nuovo Ponte da parte di Carlo IV.

La città fiorì durante il XIV secolo, durante il regno di Carlo IV della nuova dinastia dei Lussemburgo. Egli ordinò la costruzione della Città Nuova (Nové Město), adiacente alla Città Vecchia. Il Ponte Carlo venne costruito per collegare il nuovo distretto a Malá Strana. I monumenti fatti costruire da Carlo IV includono la Cattedrale di San Vito, che si trova all'interno del castello, l'Università Carolina e un nuovo ponte sul fiume Moldava (detto poi "Ponte Carlo"). A quel tempo Praga era la terza città per grandezza in Europa e sotto Carlo IV era l'effettiva capitale del Sacro romano impero, e quindi venne elevata al grado di arcivescovato. Possedeva una zecca, ed erano presenti mercanti e banchieri tedeschi e italiani e ospitava un'ampia e attiva comunità ebraica di circa 15.000 persone, il 30% cioè dell'intera popolazione urbana. L'ordine sociale, comunque, divenne sempre più turbolento, a causa del potere crescente della corporazione degli artigiani (spesso lacerata anche da lotte interne) e dalla presenza di un crescente numero di poveri.
Durante il regno di Venceslao IV (1378-1419) Jan Hus, un teologo e lettore dell'università, tenne le proprie prediche e sermoni a Praga. Dal 1402 si riunì con i suoi seguaci nella Cappella di Betlemme, parlando in ceco per aumentare il più possibile la diffusione delle sue idee sul rinnovamento della chiesa. Essendo diventato troppo pericoloso per lo status quo politico e religioso Hus venne bruciato sul rogo a Costanza nel 1415. Quattro anni dopo Praga fu testimone della prima defenestrazione, quando la gente si ribellò sotto il comando del prete Jan Želivský e scaraventò dalla finestra del Consiglio della Città Nuova i tre consiglieri della città. La morte di Hus aveva dato inizio alle cosiddette guerre hussite. Nel 1420 i contadini ribelli, guidati dal famoso generale Jan Žižka, insieme alle truppe ussite di Praga, sconfissero il re boemo Sigismondo, nella Battaglia della Collina di Vítkov.
Nel 1483, la città fu testimone della seconda defenestrazione.
Nei seguenti due secoli Praga continuò a giocare il ruolo di città mercantile. Vennero eretti notevoli edifici gotici, inclusa la Sala Vladislao del Castello di Praga.

## L'era asburgica

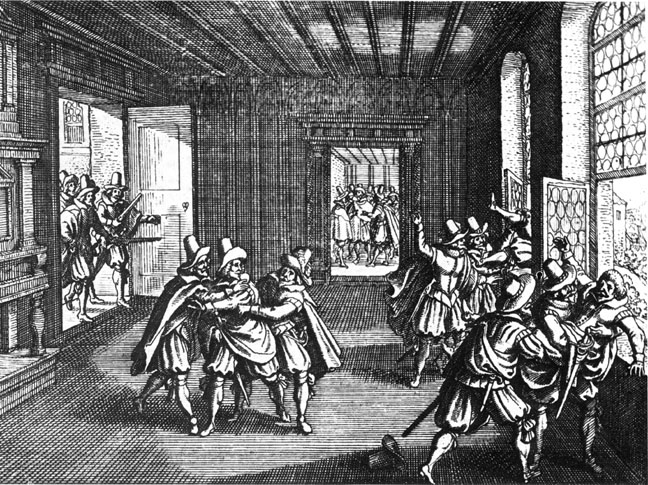
La defenestrazione di Praga (1618)

Nel 1526 il Regno di Boemia cadde sotto il dominio della Casata degli Asburgo; il fermo cattolicesimo dei suoi membri ebbe gravi conseguenze in Boemia, e quindi a Praga, dove le idee protestanti stavano avendo un notevole successo. Questi problemi non erano preminenti sotto l'imperatore Rodolfo II, eletto Re di Boemia nel 1576, il quale scelse Praga come sede. Scelse come dimora il Castello di Praga dove mise insieme la propria bizzarra corte di astrologi, maghi e alchimisti. Rodolfo era un amante dell'arte e Praga divenne la capitale della cultura europea. Questo fu un periodo prospero per la città: tra le persone famose che vissero in città in quel periodo c'erano gli astronomi Tycho Brahe e Keplero, il pittore Arcimboldo e altri.
Nel 1618 la famosa defenestrazione di Praga provocò la guerra dei trent'anni. Ferdinando II di Asburgo venne deposto, ed il suo posto di Re di Boemia venne preso da Federico V del Palatinato. Ma l'esercito ceco venne pesantemente sconfitto nella Battaglia della Montagna Bianca (1620), non lontano dalla città, ed in seguito Praga e la Boemia vissero un duro periodo in cui la tolleranza religiosa venne abolita e la Controriforma cattolica divenne dominante in ogni aspetto della vita comune. Nel 1621 ci fu un'esecuzione di 27 nobili cechi  (coinvolti nella battaglia della Montagna Bianca) nella Piazza della Città Vecchia. La città soffrì anche dell'occupazione sassone (1631) e svedese (1648). Inoltre, dopo la Pace di Vestfalia dell'anno successivo, Ferdinando spostò la corte a Vienna, e Praga iniziò un lento declino che ridusse la popolazione dai 60.000 dell'anteguerra a 20.000.
Nel 1689 un grande incendio devastò Praga, ma ciò diede l'inizio per un rinnovamento e una ricostruzione della città. La crescita economica continuò per tutto il secolo successivo e la città nel 1771 aveva 80.000 abitanti. Molti di questi erano ricchi mercanti, che, insieme ai nobili di origine tedesca, spagnola e anche italiana, arricchivano la città di palazzi, chiese e giardini creando uno stile barocco rinomato in tutto il mondo. Nel 1784, sotto Giuseppe II, le quattro municipalità di Malá Strana, Nové Město, Staré Město e Hradčany vennero fuse in una singola entità. Il quartiere ebraico, chiamato Josefov, venne incluso solo nel 1850. La rivoluzione industriale ebbe un forte effetto su Praga, poiché le industrie potevano sfruttare le miniere di carbone e di metallo della regione circostante. Un primo sobborgo, Karlín, venne creato nel 1817, e venti anni dopo la popolazione superò i 100.000 abitanti. La prima ferrovia venne costruita nel 1842.
Le rivoluzioni che attraversarono tutta l'Europa intorno al 1848 interessarono anche Praga, ma vennero represse con la forza. Negli anni successivi, il movimento nazionalista ceco (opposto ad un altro partito nazionalista, quello tedesco) cominciò la sua ascesa, finché non guadagnò la maggioranza nel Consiglio Cittadino del 1861.

## XX secolo
All'inizio del XX secolo i territori cechi rappresentavano la parte più produttiva dell'Impero Austro-Ungarico ed alcuni politici cechi cominciarono alcuni tentativi di separare la propria nazione dall'impero asburgico.

### Prima Repubblica
La prima guerra mondiale terminò con la sconfitta dell'Impero asburgico e la creazione della Cecoslovacchia. Praga venne scelta come capitale del nuovo stato e il Castello come sede del presidente (Tomáš Masaryk). A quel tempo Praga era una vera capitale europea, con un'industria altamente sviluppata. Nel 1930 la popolazione aveva raggiunto gli 850.000 abitanti.

### Seconda guerra mondiale

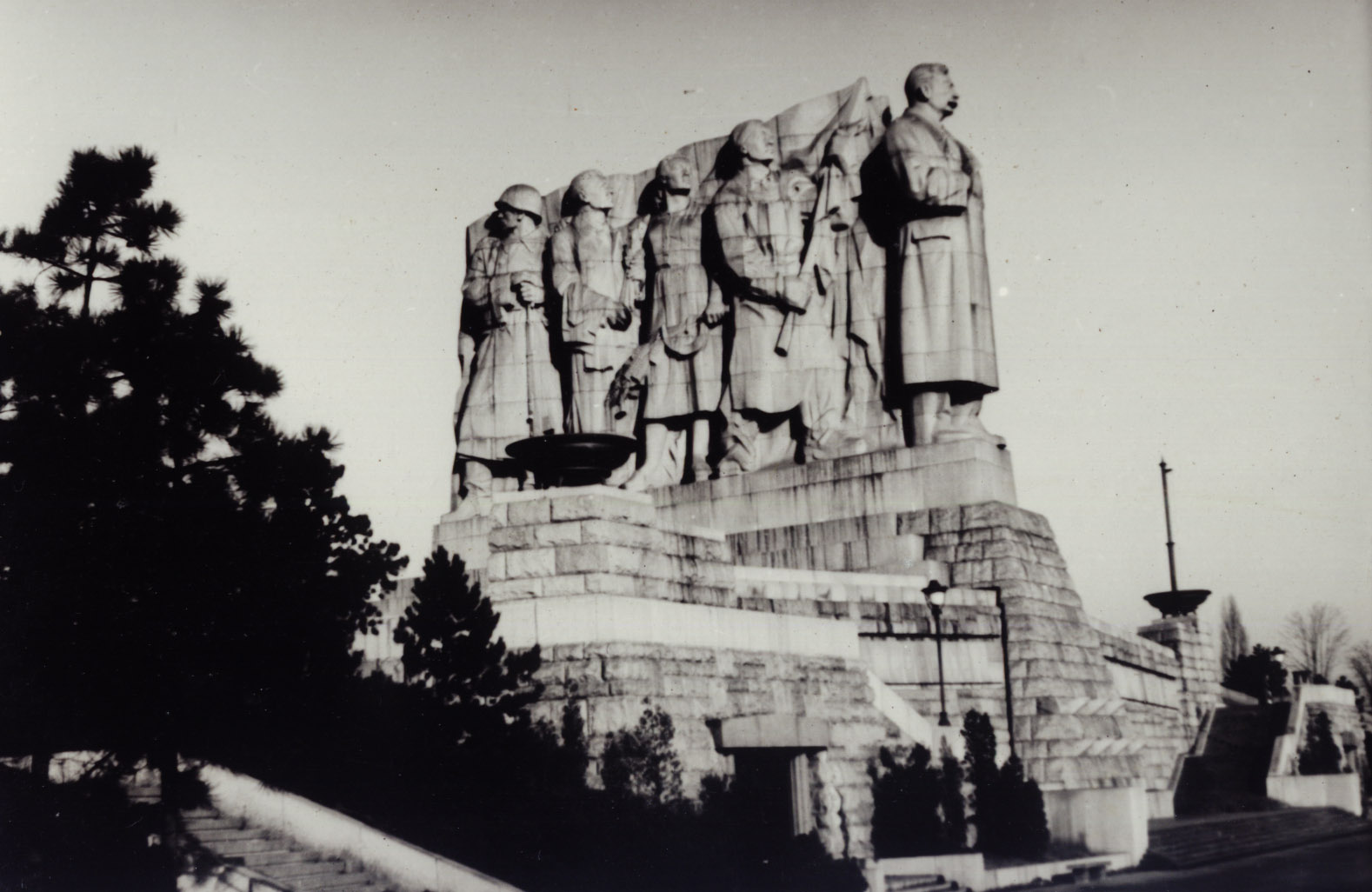
Il Monumento a Stalin nel parco di Letná, distrutta nel 1962.

Hitler ordinò all'esercito tedesco di entrare a Praga il 10 marzo 1939 e dal Castello di Praga proclamò la Boemia e la Moravia un protettorato tedesco. Per la maggior parte della sua storia Praga è stata una città multietnica con consistenti parti di popolazione ceca, tedesca ed ebraica (per lo più yiddish o germanofona). Dal 1939 quando il paese venne occupato dai nazisti, e durante la seconda guerra mondiale, la maggior parte degli ebrei fuggirono dalla città o vennero uccisi nell'Olocausto. La popolazione tedesca, di cui consisteva la maggior parte della popolazione durante il XIX secolo, venne espulsa nell'immediato dopoguerra.
Nel 1942 Praga fu testimone dell'assassinio di uno dei più importanti uomini della Germania Nazista, Reinhard Heydrich. Hitler ordinò sanguinose rappresaglie. Verso la fine della guerra Praga subì un attacco aereo delle forze aeree americane per sbaglio (l'obiettivo era Dresda, a 130 km di distanza). Centinaia di persone vennero uccise ed alcuni importanti edifici e industrie vennero distrutte. Praga si rivoltò di nuovo contro gli occupanti nazisti il 5 maggio 1945. Quattro giorni dopo l'Armata rossa entrò in città. In seguito si ebbero degli episodi di vendetta contro la minoranza tedesca della città e molti cittadini tedeschi vennero uccisi dalle milizie ceche fino a che il governo non pose lentamente fine a questi atti vendicativi. I tedeschi sopravvissuti vennero deportati da Praga in Germania Ovest. .

### Praga durante la Guerra fredda
Praga rimase, dopo la seconda guerra mondiale, sotto il più ferreo controllo politico e militare dell'Unione sovietica (Cortina di ferro).

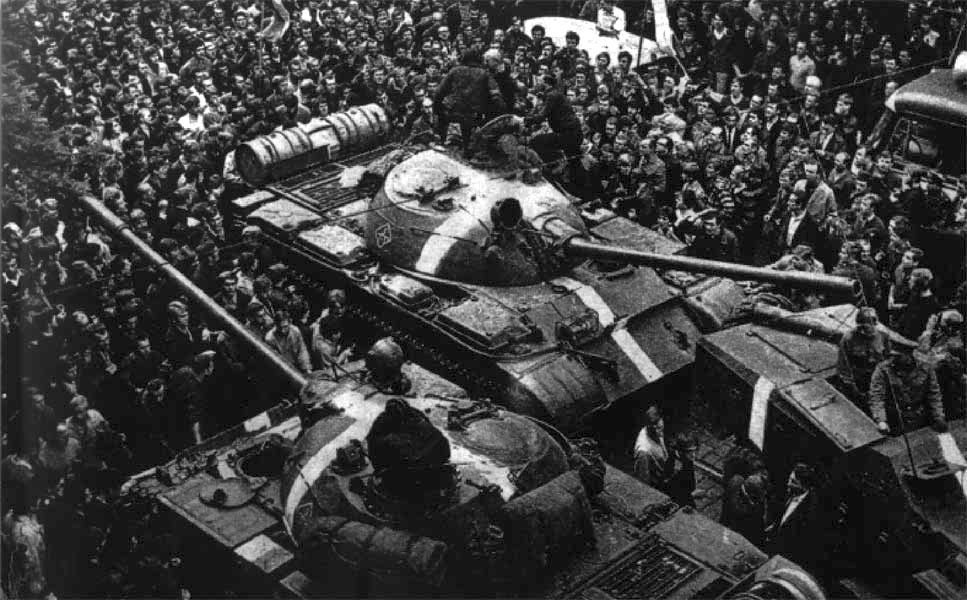
Carri armati del Patto di Varsavia a Praga nel 1968.

Il mondo intellettuale praghese, da sempre vivace, soffrì pesantemente del regime totalitario. Nel marzo 1948 ci fu la “ quarta defenestrazione di Praga”: sotto il suo ufficio al ministero degli esteri fu trovato sfracellato Jan Masaryk, unico membro non comunista del governo di allora. Nel Quarto Congresso degli Scrittori Cecoslovacchi tenuto in città nel 1967, questi ultimi presero posizione contro il regime. Ciò spinse il nuovo segretario del partito comunista, Alexander Dubček, a proclamare una nuova riforma nella vita della sua città e del suo paese, cominciando la breve stagione del "socialismo da un volto umano". Era la Primavera di Praga, che alimentò le speranze di rinnovamento delle istituzioni verso un percorso democratico. L'Unione sovietica ed i suoi alleati reagirono con l'invasione della Cecoslovacchia e della sua capitale nell'agosto del 1968 con 7000 carri armati, soffocando ogni tentativo di innovazione.

### Il periodo dopo la Rivoluzione di velluto

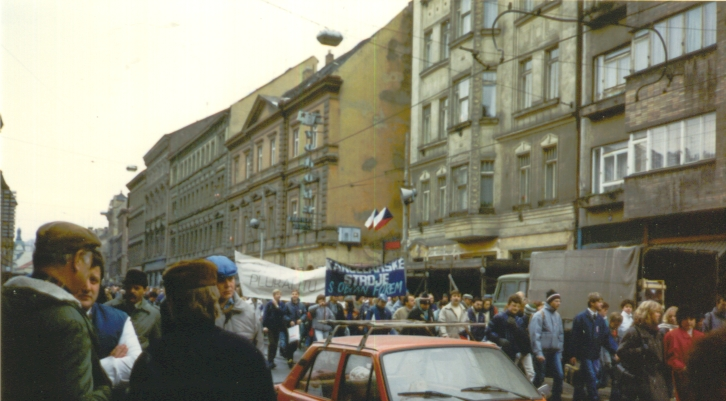
Corteo di protesta nel novembre 1989 a Praga.

Nel 1989, dopo che la polizia respinse in modo violento una manifestazione studentesca pacifica, la Rivoluzione di velluto affollò le strade di Praga e la capitale ceca beneficiò molto del nuovo sistema. Nel 1993, dopo la suddivisione della Cecoslovacchia, Praga divenne capitale della neonata Repubblica Ceca. Alla fine degli anni novanta Praga ridiventò un importante centro culturale europeo ed è stata notevolmente influenzata dalla globalizzazione. Nel 2000 si ebbero proteste anti-globalizzazione in città (circa 15000 manifestanti) che sfociarono in episodi violenti durante il summit della Banca Mondiale.
Praga ha sofferto una grossa inondazione causata dalla Moldava nel mese di Agosto dell'estate del 2002, durante la quale parti della città sono state evacuate. L'inondazione ha causato molti danni, ma fortunatamente senza distruggere nessuna delle bellezze principali. La reazione della città a questa terribile disgrazia è stata tanto veloce quanto intelligente: innanzitutto dopo un solo anno quasi tutte le zone colpite sono state ristrutturate e in contemporanea è stato progettato e realizzato un piano di emergenza mirato ad evitare il ripetersi di una simile o peggiore catastrofe: la pavimentazione adiacente agli argini del fiume nei pressi della "Città Vecchia" è stata predisposta in modo tale da potere, in caso di necessità, erigere dinamicamente e rapidamente delle grosse lastre molto alte e concatenabili, affinché possa venire salvaguardato e protetto da una seconda eventuale inondazione tutto l'immenso patrimonio storico e artistico che il cuore della "Città Vecchia" custodisce, contenendo un ipotetico straordinario straripamento del fiume.

## Demografia storica
-

- La registrazione del 1230 include solo Staré Město
- Le registrazioni del 1370 e del 1600 includono Staré město, Nové město, Malá Strana ed il quartiere di Hradčany
- I numeri relativi ad altri anni indicano la popolazione di Praga all'interno dei confini amministrativi della città in quell'anno.